# パナギア

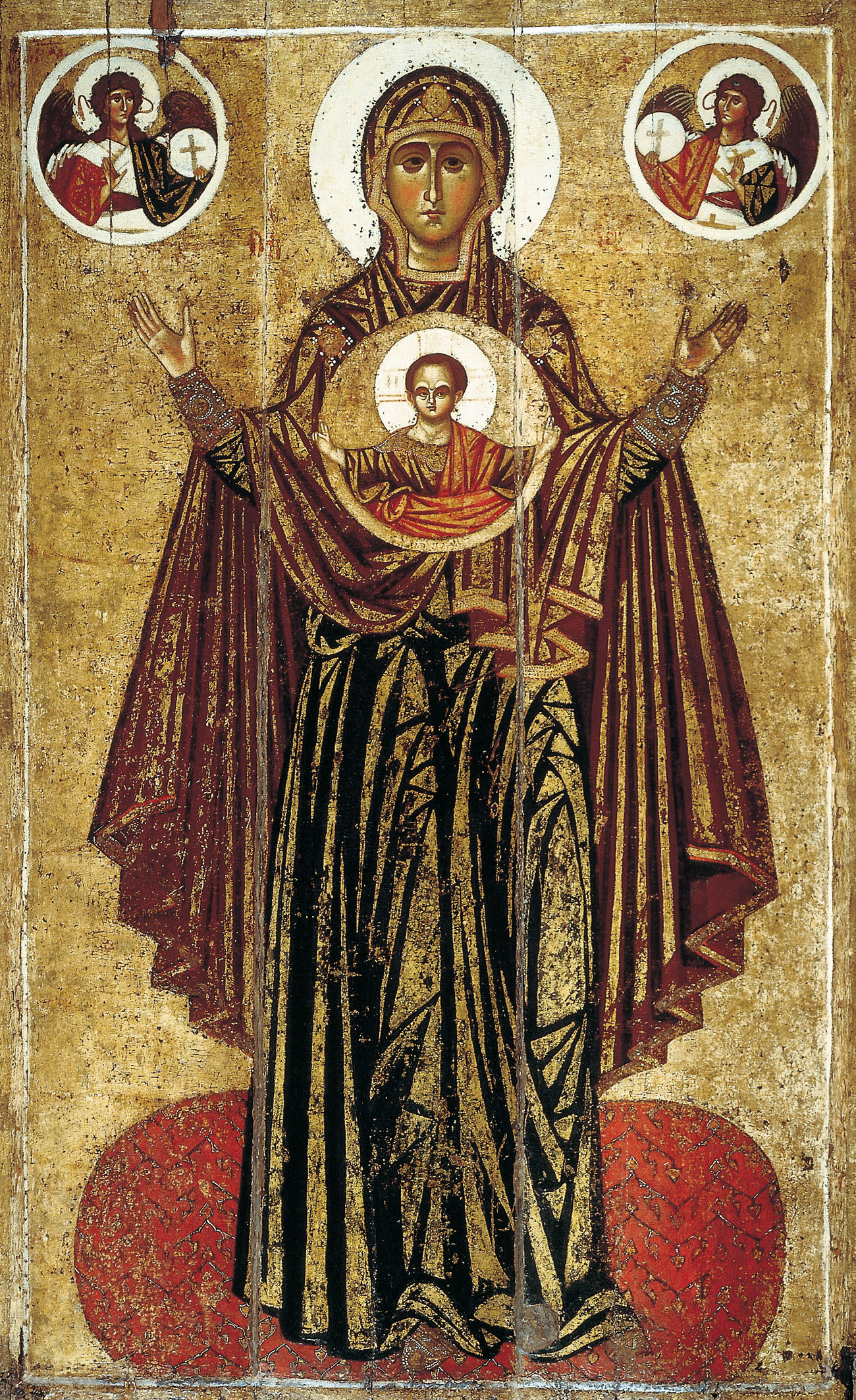
イコン『パナギア』（13世紀、ヤロスラヴリ）

パナギア（ギリシア語: Παναγία）とは、ギリシャ語で「全き聖」を意味する、生神女マリヤ（聖母マリア）の称号の一つ。日本正教会では「至聖女」（しせいじょ）とも訳される。
また、この称号に由来する名称を持つものとして、生神女マリヤのイコンのうち特定の種別のもの、正教会の主教が用いるペンダント状の装身具、聖体礼儀に用いられる特定のパンの名称、ギリシャのハルキディキ県やキプロスなどにある地名があり、この名を以て生神女マリアを記憶する正教会の聖堂（パナギア聖堂・至聖女聖堂）も多数存在する。

## イコン
パナギアは、生神女の特定のイコンを指す事がある。このイコンにおいて生神女は、イコンを見る者に直接に相対し、ふつう、「オランテ」の形に完全に伸ばされた手の形で描かれ、胸には円形の中に子どもの姿のイイスス・ハリストス（イエス・キリストのギリシャ語読み）が描かれる。この円形は象徴的に、藉身（せきしん…ハリストスが人性をとり降誕した事をいう）の時に、生神女の子宮の中にいるイイススを表現している。このイコンの型は、時々「プラティテラ」（ギリシア語: Πλατυτέρα、「広い」「広々とした」の意）と呼ばれる。宇宙の創造者（ハリストスのこと）が生神女の子宮に入ったことから、生神女マリアは詩的に「天より広きもの」（ギリシア語: Πλατυτέρα τῶν Ουρανῶν）とも呼ばれる。また、この型のイコンはイザヤ書7章14節の降誕の預言に関連して「しるしの生神女」とも呼ばれる。このイコンはしばしば、正教会の聖堂のアプスに配置される。
殆どのマリアのイコンと同様、ΜΡ ΘΥ（"ΜΗΤΗΡ ΘΕΟΥ"、すなわち "神の母"の短縮形) の文字が、童貞女マリアの光背の、上部左右に描かれる。

## 装身具

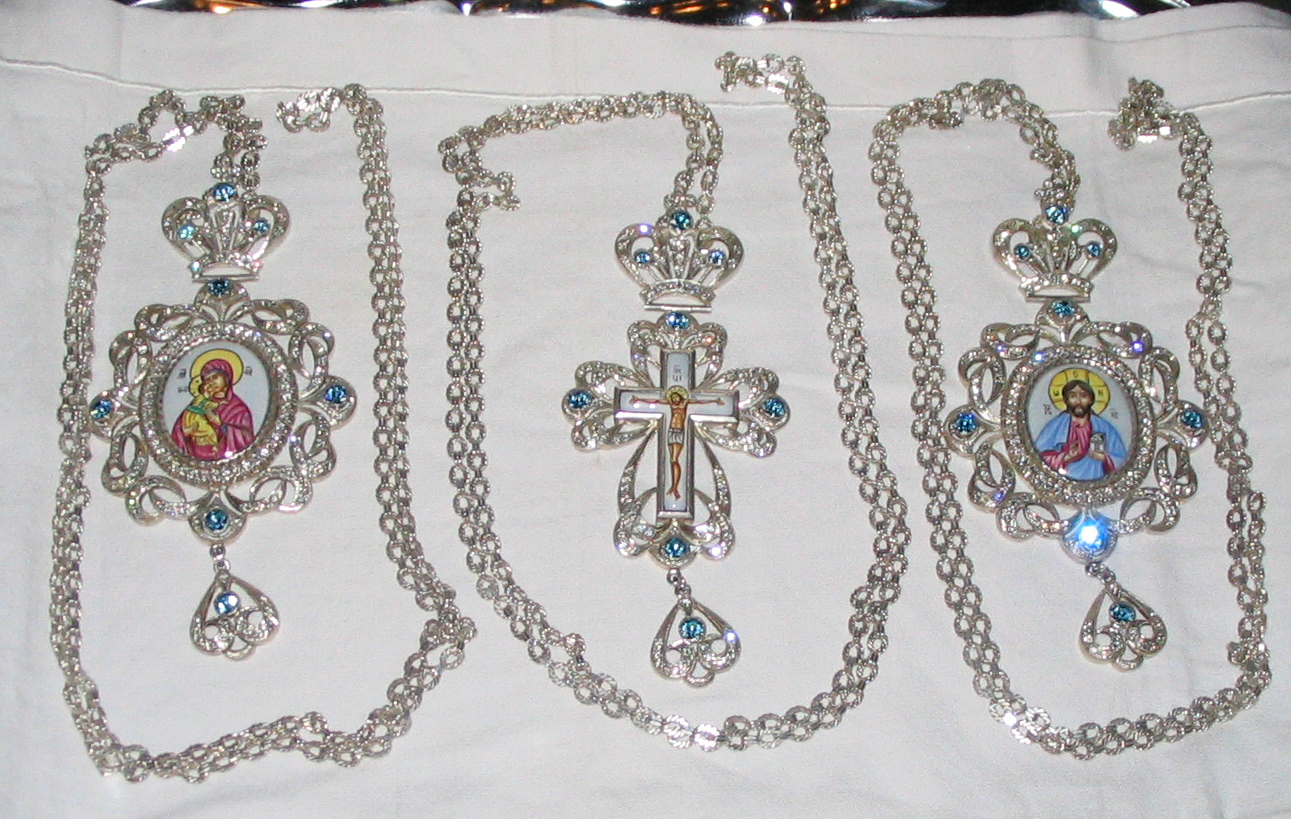
首座主教が首から胸に掛ける、パナギア・胸掛け十字架・イイススの胸掛けイコン。フィンランド正教会のもの。

正教会の主教が着用する、生神女のイコンを伴った首から掛ける飾りも、原義から拡張されてパナギアと呼ばれる。着用する主教の好みに応じて、簡素にも技巧をこらしたものにも作られる。

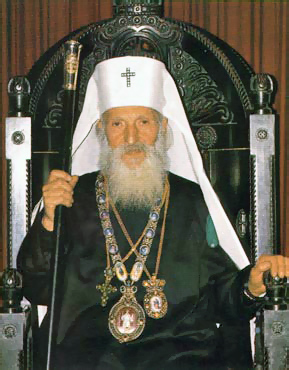
パヴレ (セルビア総主教)。クロブークを被り、パナギアと胸掛け十字架を胸に掛けている（2005年2月15日撮影）。

正教会の主教が聖体礼儀その他の奉神礼において祭服を着用する際、パナギアや胸掛け十字架が他の祭服の上に着用される。首座主教が完装する際は、パナギアと、胸掛け十字架と、イイススの胸掛けイコンを着用する。主教品はその位に関らず、祭服を着用しない時には、リヤサの上からパナギアのみを着ける。これは、主教と、司祭・修道士を区別する一般的な特徴である。パナギアはふつうは細長い楕円をしており、ミトラ (宝冠)を被せられた装飾が行われている。時々、主教は正方形のパナギアや、ビザンティンの双頭の鷲の形状をしたパナギアをする事がある。後者は特にギリシャの主教にみられる。
主教が聖体礼儀の前に祭服を着用する際、パナギアは彼のところに盆に載せられて持って来られる。彼はこれを両手で祝福し、副輔祭が主教にパナギアを手渡し、主教はパナギアに接吻してこれを首に掛ける。この時長輔祭は振り香炉を振りつつ、以下の祝文を唱える。
聖体礼儀後、主教は祭服を脱ぐためにパナギアを外し、十字を画き、パナギアに接吻して祭台に置く。信者を祝福するために至聖所から王門を出る前に、祭服を脱いでリヤサを着用してから、主教はパナギアを祝福し、再び十字を画き、首からかける。

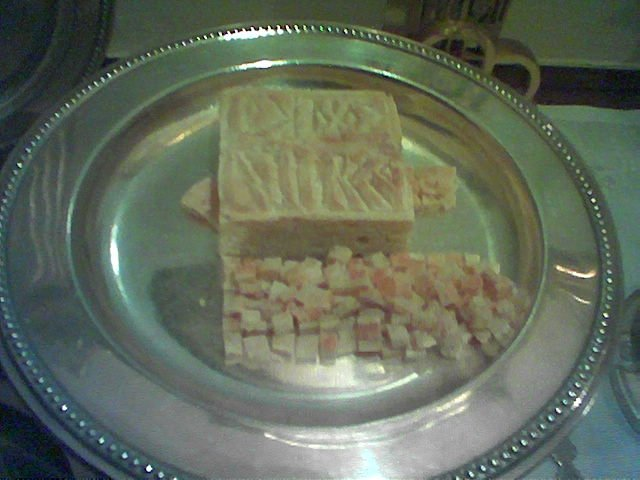
聖体礼儀の間に、ディスコス（聖体礼儀に用いられる聖器物で、パンを載せる皿）の上に置かれたパン。大きな立方体が「羔（こひつじ）」であり、左側にある三角形のパンが「パナギア」から取られた「生神女」である。

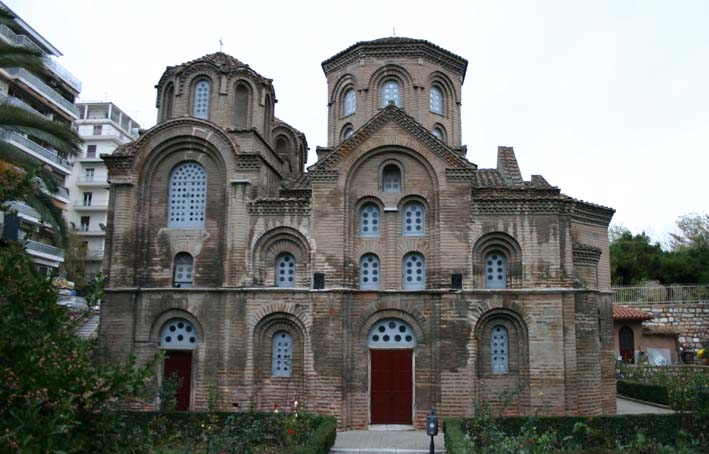
パナギア・ハルケオン聖堂（テッサロニキ）。内接十字型の聖堂。軒下の犬葉飾りなど、外部装飾に対する意識が見られる。

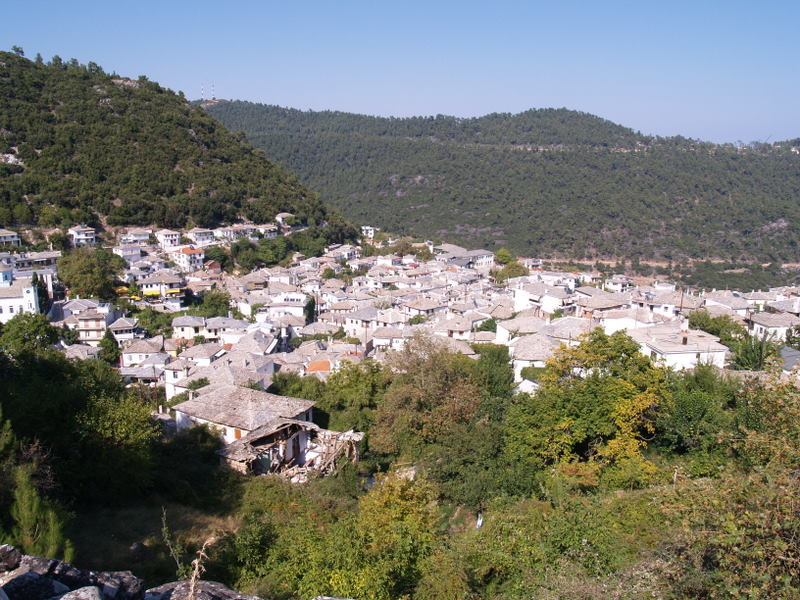
タソス島（ギリシャ）にある街：パナギア

## 祝福されたパン
パナギアは、プロスフォラ（パナギアのアルトス、ギリシア語: αρτος της παναγιας）も指す。厳粛に生神女に崇敬を込めて聖体礼儀中に祝福されたパンである。聖体礼儀中の奉献礼儀において、生神女への崇敬のうちに大きな三角形の断片をパナギアから切り取り、ディスコスの上に置く。パナギアの残りはアンティドル（en:antidoron）の祝福の前、聖歌「常に福（さいわい）」（Axion Estin）が歌われている最中に宝座に置かれる。

## 地名・人名・聖堂名
「パナギア」と名付けられた多くの島や村がギリシャおよびキプロスに存在する。これらの多くは、現地において生神女に捧げられた聖堂もしくは修道院の名前に由来するものが多い。
- パナギア (キプロス)（Panagia, Cyprus）
- パナギア (ハルキディキ県)（en:Panagia, Chalcidice）

また、パナギアから派生した多くの人名がある。
正教会の聖堂名・修道院の名前にもパナギアとの名が冠せられたものは多いが、著名なものとしては世界遺産であるテッサロニキの初期キリスト教とビザンティン様式の建造物群に含まれるパナギア・ハルケオン聖堂などが挙げられる。